# Sydney Hospital
Das Sydney Hospital, auch spöttisch Rum Hospital genannt, befindet sich in der Innenstadt von Sydney in der Macquarie Street. Von 1788 bis 1816 bestand das erste Krankenhaus auf dem australischen Kontinent nur aus Zelten. Der neue massive dreiteilige Gebäudekomplex des Hospitals konnte 1816 nur entstehen, weil er durch eine Vergabe eines Rumimport- und Rumvertriebsmonopols durch die Kolonialregierung von New South Wales finanziert wurde.
Nördlich liegt das Hauptgebäude, das Sydney Hospital, und das Parliament House; südlich The Mint, die historische Münzprägeanstalt.
Die Gebäude wurden nach und nach nicht nur als Krankenhaus genutzt, sondern auch für andere Zwecke; beispielsweise wurden im nördlichen Flügel im Jahr 1829 Räume für das erste Parlament von New South Wales eingebaut. Das Krankenhaus von 1816 ist das älteste öffentliche Gebäude Sydneys und beherbergte die erste Schule für Krankenschwestern in Australien. Ferner entstand im Südflügel des Krankenhauskomplexes die erste Münzprägeanstalt in einer britischen Kolonie.
Zum Zeitpunkt seiner Fertigstellung im Jahr 1816 hatte das Krankenhaus 200 Betten. Heute führt es 113 Betten mit einer Notaufnahmestation von 6 Betten. Es hat sich auf Augenheilkunde, Handchirurgie und Geschlechtskrankheiten spezialisiert und ist mit der Abteilung für Augenheilkunde und Augenschutz der Universität von Sydney verbunden.

## Zelt-Hospital
Viele der ersten Sträflinge, die 1788 mit der First Fleet von Portsmouth in Großbritannien die Botany Bay in der Sträflingskolonie Australien erreichten, waren aufgrund der katastrophalen hygienischen Verhältnisse auf den Segelschiffen an Ruhr, Typhus und Skorbut erkrankt. Später kam die Erkrankung an Pocken hinzu. Der erste Gouverneur der britischen Kolonie New South Wales, Arthur Phillip, und der Botaniker und chirurgische Chefarzt John White, der im Krankenhaus von 1788 bis 1794 arbeitete, bauten im Westen Sydneys auf den The Rocks ein Zelthospital auf, das die kranken Sträflinge der Kolonie und die auf Schiffen ankommenden erkrankten Personen medizinisch versorgen sollte.
Das Gelände des ehemaligen Zelthospitals befindet sich an der heutigen George Street entlang des Nurses Walk.

## Neubau
Als der Gouverneur Lachlan Macquarie nach seiner Ankunft im Jahr 1810 in New South Wales die Verhältnisse des Zelthospitals sah, beschloss er dieses zu schließen und im Osten von Sydney an der nach ihm benannten Macquarie Street massive Gebäude zu errichten. Die britische Regierung stellte jedoch keine Geldmittel für den Bau zur Verfügung. Macquarie schloss daraufhin mit Garnham Blaxcell, Alexander Riley und D’Arcy Wentworth einen Vertrag zur Finanzierung und den Bau des Krankenhauses ab und stellte ihnen im Gegenzug Sträflinge zur Verfügung und sicherte ihnen das Monopol zum Rumimport und -vertrieb über 45.000 (204.574 Liter) beziehungsweise später über 65.000 Gallonen (295.496 Liter) Rum zu. Hinsichtlich des finanziellen Erfolgs der privaten Partner und über die Menge des Rums, ob es 60.000 oder 65.000 Gallonen waren, gibt es unterschiedliche Einschätzungen.
Francis Greenway, ein Architekt und britischer Sträfling, wurde beauftragt die Qualität, Nachhaltigkeit und den Stil des Gebäudes zu beurteilen. Sein Urteil hinsichtlich der Bauqualität war: „must soon fall into ruin“ (bald wird es eine Ruine sein). Der Baustil wurde von Greenway weder als historisch noch als modern qualifiziert, insbesondere kritisierte er die Proportionen der Säulen des Bauwerks. Obwohl Macquarie die Vertragspartner aufforderte die Baumängel zu beseitigen und 1820 und 1826 aufwändige Reparaturen durchgeführt wurden, konnte ein Großteil erst im Zuge der Restaurierung ab dem Jahr 1980 beseitigt werden.

## Gebäude
Die Gebäude wurden in der Zeit von 1811 bis 1816 gebaut. Sie bestanden aus einem Hauptgebäude, dem Krankenhaus und zwei Gebäudeflügeln für die Chirurgie. Die beiden nördlichen Gebäude bilden heute das Parliament House und das südliche The Mint, zeitweise eine Münzprägeanstalt, ist in seinem ursprünglichen Stil erhalten geblieben.
Unbekannt ist, wer die im Georgianischen Stil erbauten Gebäude entwarf. Es wird angenommen, dass sowohl Macquarie als auch John O'Hearen, der sich später selbst als Architekt bezeichnete, daran beteiligt waren. Von Beginn an gab es Überlegungen, die Gebäude auch anderweitig zu nutzen. Mit dem Baubeginn begann eine Nutzungsdiskussion. Ein Teil des Gebäudes wurde anschließend als Gericht und von der kommunalen Verwaltung genutzt.

### Parliament House
Hauptartikel: → Parliament House

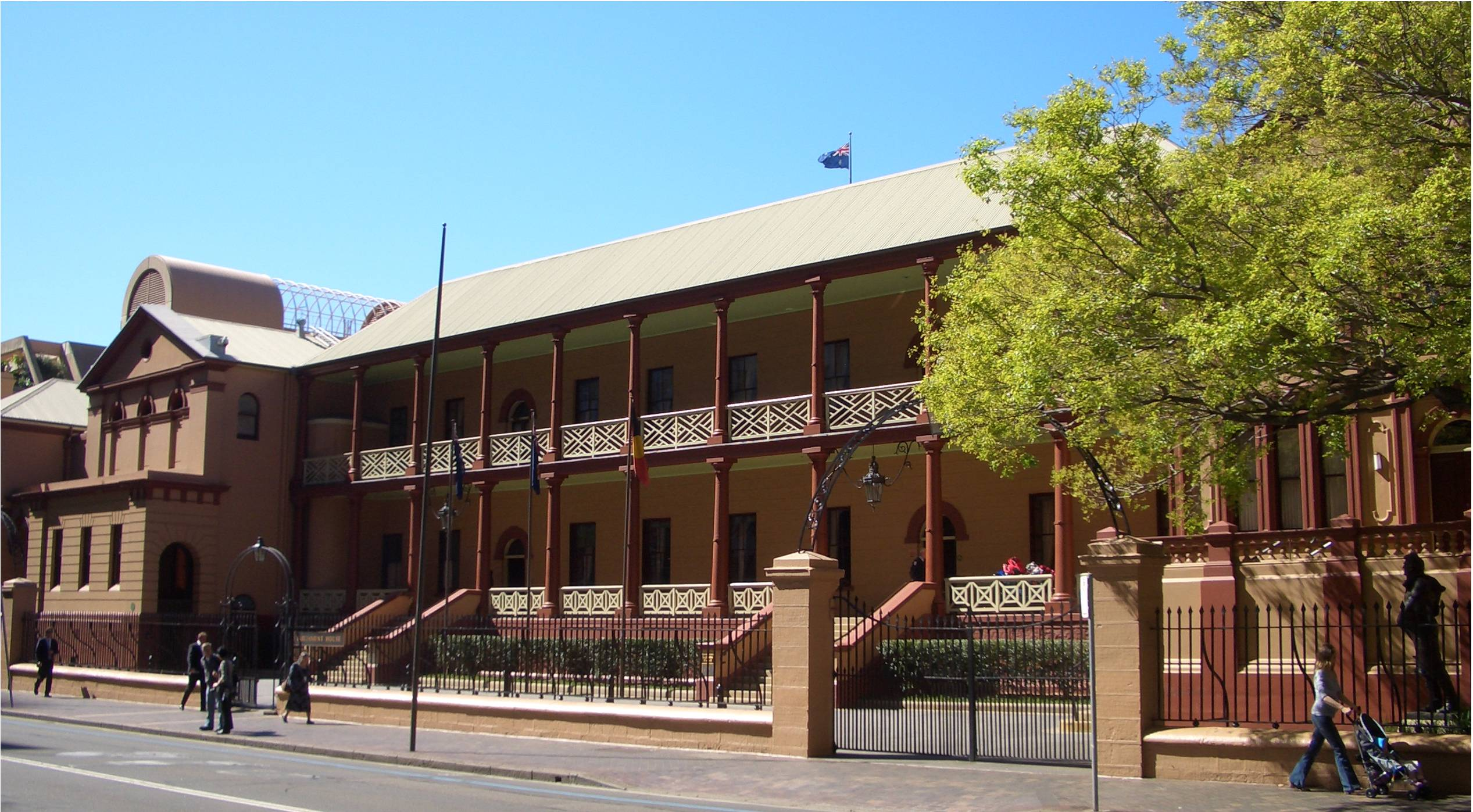
Parlamentsgebäude im Nordflügel

Das Legislative Council (Gesetzgebende Versammlung) von New South Wales belegte Räumlichkeiten der chirurgischen Abteilung und versammelte sich dort erstmals am 21. August 1829. Die Chirurgie blieb bis 1848 in den Gebäuden, obwohl weitere Räume von der Kolonialregierung sowie vom Sträflingsbeauftragten und den Verwaltungen belegt wurden. Von 1829 bis 1848 befand sich das Legislative Council in dem Gebäude und weitere Räume wurden von der Kolonial-Regierung bis ins Jahr 1852 genutzt, bis das Legislative Council den gesamten nördlichen Flügel übernahm.
1836 wurde eine Sammlung von Tieren und Vögeln im Gebäude ausgestellt. Die Bibliothek des Parlaments wurde 1840 aufgebaut und von 1983 bis 1988 in das neue Verwaltungsgebäude des Parliaments an der Macquarie Street ausgegliedert.

### Krankenhaus-Hauptgebäude

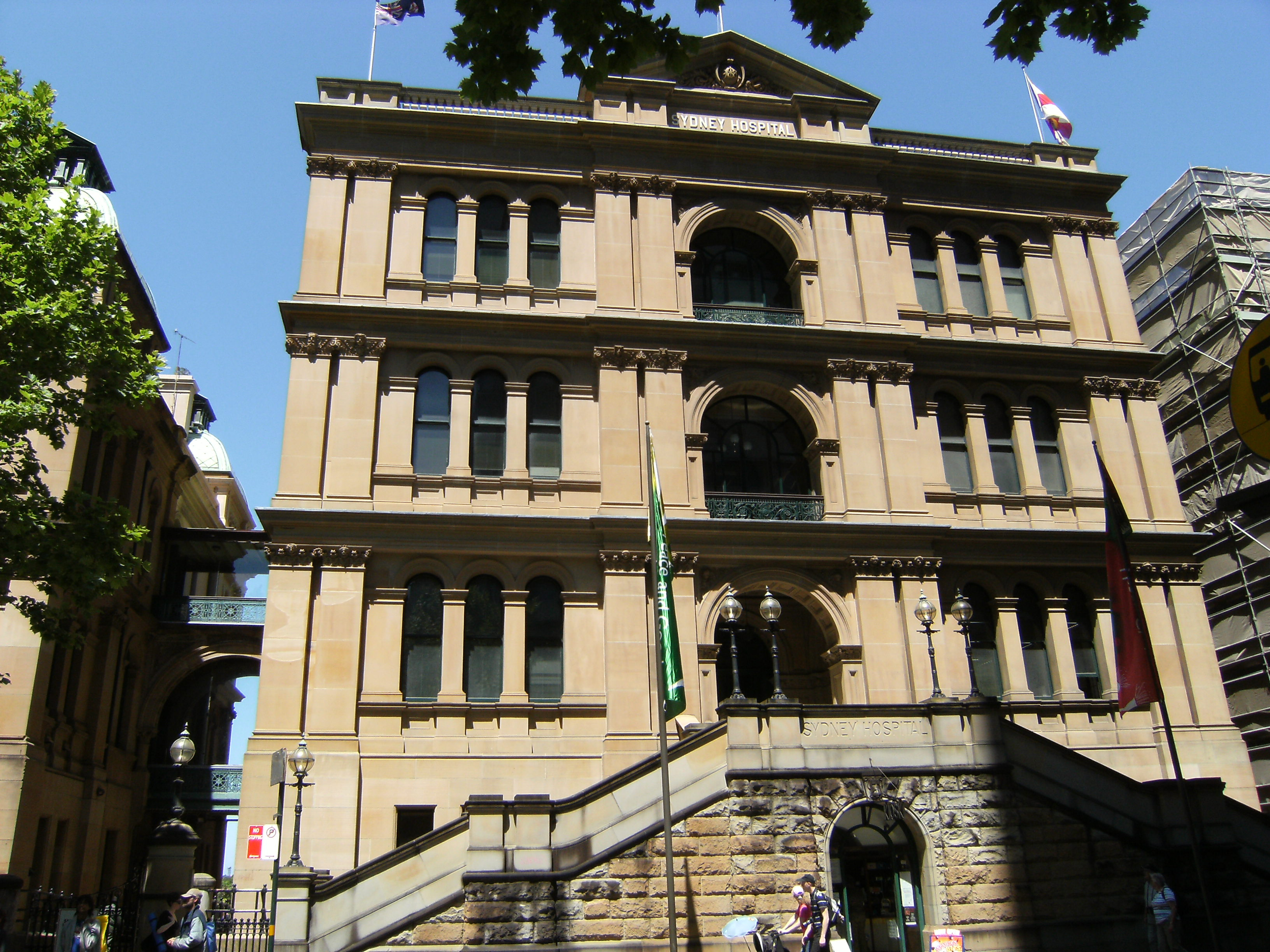
Sydney Hospital an der Macquarie Street
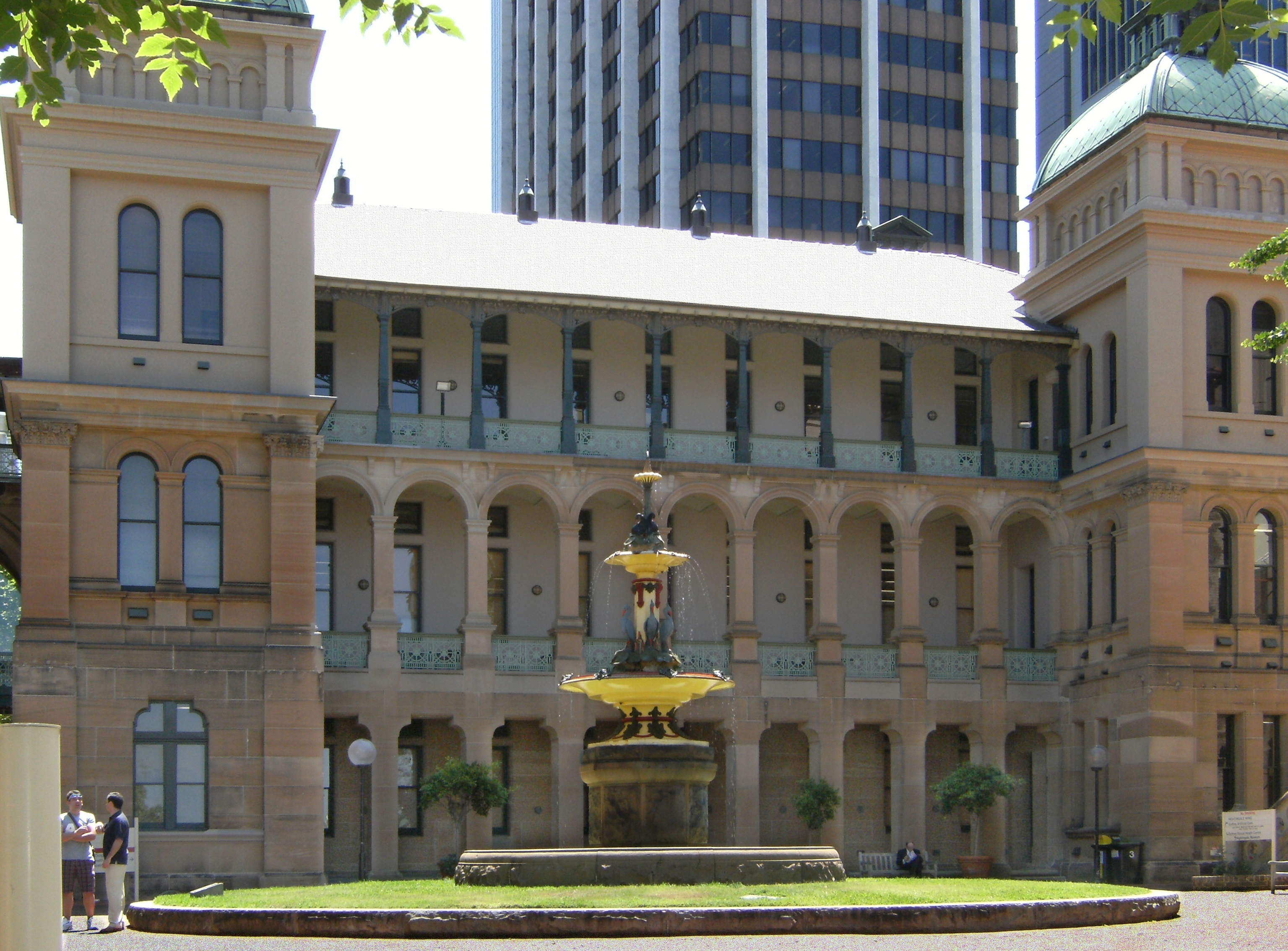
Sydney Hospital-Haupthaus mit Brunnen

Das Hauptgebäude des Krankenhauses wurde nach einem Architektenwettbewerb im Jahr 1880 von Thomas Rowe abgerissen und nach einem Entwurf im klassischen Viktorianischen Stil umgebaut. Nach Kritik an diesem Entwurf vollendete der Architekt John Kirkpatrick das neue Hospital im Jahr 1894 in einem angepassten Stil. Lediglich das Hauptgebäude beherbergt nunmehr das Sydney Hospital.
Die Ausbildung von Krankenschwestern begann im Jahre 1868 als Florence Nightingale, Lucy Osburn und weitere fünf englische Krankenschwestern damit beauftragte. Der neogotische Nightingale-Flügel von 1869, neben dem Haupteingang, beherbergte damals die erste Krankenschwesternschule Australiens.
In der nachfolgenden Zeit kam es zu geringen Nutzungs- und baulichen Änderungen. Von 1974 bis 1983 wurden Gebäude neben dem alten Gebäudekomplex für ein neues Parlamentsgebäude, Lobby und Zentralverwaltung abgerissen und die vorhandenen Krankenhaus-Altbauten restauriert.
Das Sydney Eye Hospital (Augenklinik von Sydney) wurde 1996 ins Gebäude des Sydney Hospital integriert.

### Sydney Mint
Hauptartikel: → The Mint
Der südliche Flügel, der heute The Mint genannt wird, wurde ab 1823 als Krankenhausapotheke und als Militärhospital und anschließend von der Militärverwaltung genutzt. 1851 kam es zu dem ersten Goldrausch in New South Wales und Gold zirkulierte unkontrolliert. Um die Goldmenge zu kontrollieren, wurde ab 1854 der Südflügel zur ersten staatlichen Münzprägeanstalt außerhalb von Großbritannien ausgebaut. Diese Münzprägeanstalt wurde bis 1926 betrieben.
In der Folgezeit bis in die 1970er Jahre wurden verschiedene Regierungsverwaltungen und Gerichte ins Gebäude integriert. 1982 entstand im Gebäude ein Museum für dekorative Kunst, Münzen und Briefmarken. 1995 wurde dieses Museum umgewidmet und eine Ausstellung über die Rolle des Goldes in der Zeit des ersten Goldrausches von Australien aufgebaut, die 1997 wieder abgebaut wurde. Seit 1998 ist das Gebäude Eigentum des Historic Houses Trust. Dieser Gebäudeteil blieb im Wesentlichen in seinem ursprünglichen Zustand erhalten.